# إميل بيرنر
إميل بيرنر (بالألمانية: Emil Berner)‏ هو عسكري ألماني، ولد في 4 ديسمبر 1921 في Stetten, Bodenseekreis ‏ في ألمانيا، وتوفي في 13 يونيو 2008 في إنغن في ألمانيا.